# Subfusil M3

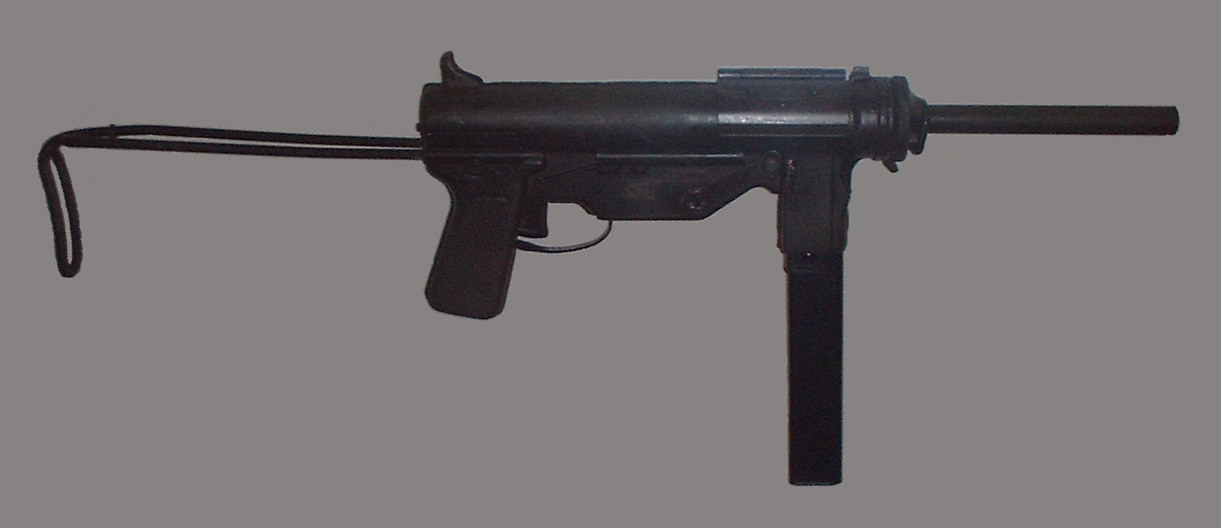
Un M3 con su culata desplegada.

El M3 es un subfusil estadounidense de calibre 11,43 mm que emplea el cartucho .45 ACP. Entró en servicio en el Ejército estadounidense el 12 de diciembre de 1942 con la designación de United States Submachine Gun, Cal. .45, M3 y empezó a reemplazar a los subfusiles Thompson M1928A1, M1 y M1A1, que iban siendo paulatinamente retirados. El diseñador del arma fue G. Hyde, mientras que F. Sampson - ingeniero jefe de la división Inland de la General Motors - fue el encargado de preparar y organizar la producción. Incluso durante su desarrollo, el diseño del arma se centró en simplificar su producción, ser sencilla de usar y poder recalibrarla para emplear cartuchos 9 x 19 Parabellum. El arma es comúnmente llamada "Grease Gun", debido a su parecido con una engrasadora a presión corriente.

## Desarrollo
Los prototipos iniciales llevaban la denominación experimental T15, pero al quitarles el seguro-selector pasó a T20. En 1942 los subfusiles fueron sometidos a una serie de evaluaciones por parte del Ejército, tras las cuales recibieron culatas ligeramente más largas. Esta variante fue aprobada para producción en la fábrica de la división Guide Lamp de la General Motors. Hacia el final de la Segunda Guerra Mundial se habían fabricado unos 600.000 subfusiles, incluyendo 25.000 modelos recalibrados para el cartucho 9 x 19 Parabellum (a los cuales se les había cambiado el cañón y se les había instalado un adaptador para los cargadores del subfusil británico Sten), que fueron suministrados al OSS en 1944. El OSS también solicitó unos 1000 subfusiles calibre 11,43 mm (.45) con silenciador integrado (diseñado por los Laboratorios Bell).

## Detalles de diseño

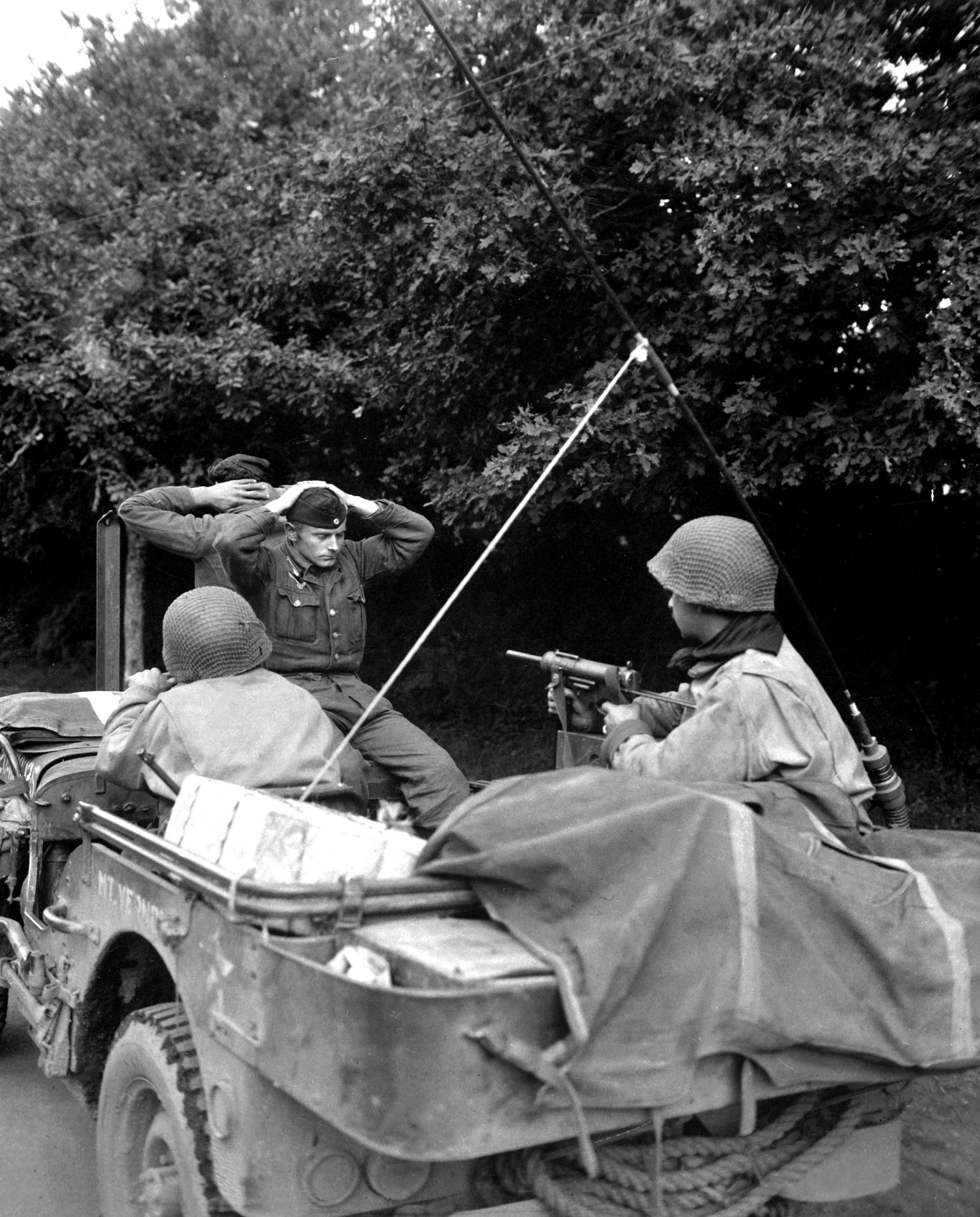
Un M3 siendo empleado en Bretaña, Francia, agosto de 1944.

El M3 es un subfusil automático accionado por retroceso de masas (el cerrojo del arma es guiado por dos muelles recuperadores paralelos) que dispara a cerrojo abierto. Dentro del cerrojo hay un extractor accionado mediante un resorte, mientras que el eyector se encuentra en el conjunto de mecanismos del gatillo. El arma dispara mediante un percutor situado dentro del cerrojo, el cual es lanzado con ayuda de los muelles recuperadores. Los disparos accidentales son evitados al cerrar la cubierta accionada mediante resorte de la portilla de eyección, la cual tiene un resalte que encaja en entalles de la superficie del cerrojo, bloqueándolo tanto adelante como atrás. Es alimentado mediante un cargador recto de doble hilera, con capacidad de 30 cartuchos y basado en el del Sten británico.
El subfusil está construido con chapa de acero estampada, unida mediante soldadura (lineal y por puntos). El cerrojo se mueve a lo largo de dos varillas, que al mismo tiempo son las guías de los muelles recuperadores. Tiene un cañón de ánima estriada que puede ser retirado, al cual se le puede acoplar un apagallamas cónico (desarrollado posteriormente). El mecanismo de puntería es fijo, estando compuesto por un alza para disparar a unos 91 metros (100 yardas) y un punto de mira tipo hoja. El M3 está equipado con una culata plegable de alambre de acero, la cual puede desmontarse y ser usada para empujar cartuchos dentro del cargador. Ambos extremos de la culata son roscados, posibilitando acoplar una escobilla y emplearla como baqueta para limpiar el cañón.
El M3 fue originalmente diseñado como un arma descartable, para ser empleada hasta que ya no pudiese ser reparada. Pero una escasez de nuevos subfusiles M3 en 1944, forzó a los talleres de mantenimiento del Ejército estadounidense a fabricar resortes para el extractor y otras piezas con el fin de poder mantener operacionales los subfusiles ya existentes.

## Variantes

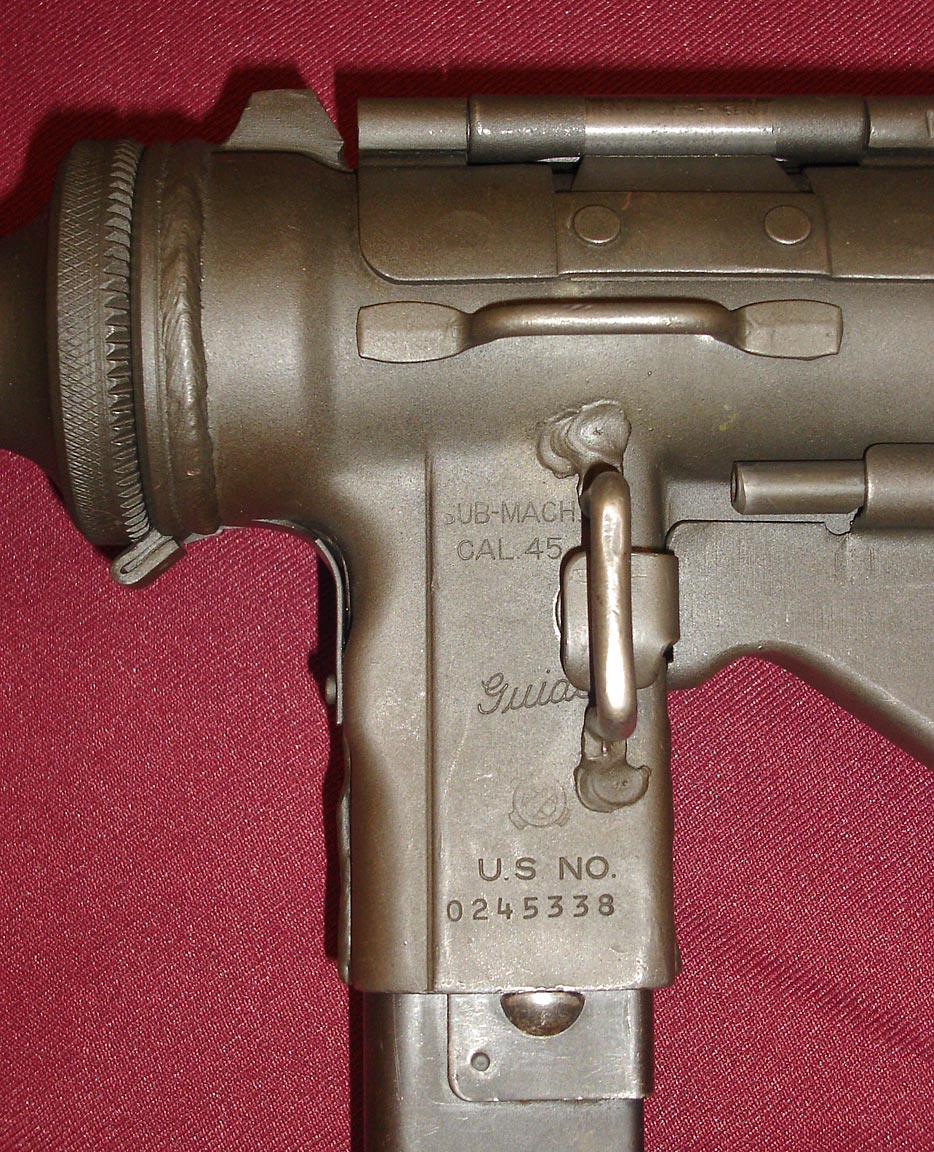
Marcajes característicos del M3.

En diciembre de 1944 fue introducida en servicio una versión modernizada del M3, conocida como M3A1, con casi todas sus piezas intercambiables con las del M3, a excepción del cerrojo, cubierta del cajón de mecanismos y cajón de mecanismos. El M3A1 tenía varias modificaciones. La más significativa fue el cambio del problemático mecanismo de la palanca de carga plegable accionada por resorte, que fue reemplazado por una palanca de carga fija. La portilla de eyección y su cubierta protectora fueron alargadas para permitir que el cerrojo pueda retroceder lo suficiente como para ser bloqueado por el seguro, se agregó una cubierta al botón fijador del cargador y se soldó a la culata de alambre un brazuelo para empujar cartuchos dentro del cargador. Se cambió el retén del cerrojo, se le hicieron dos cortes planos a la base del cañón para que la culata pueda ser empleada como una llave cuando hubiese que desmontarlo, se empleó una aceitera más grande y se retiró el soporte para esta (situado en el lado izquierdo del conjunto de la palanca de carga), ubicándola dentro del pistolete. Se conservó el diseño del cargador del M3; en un intento por aumentar la fiabilidad, se suministaron tapas de plástico para evitar que el polvo y la tierra entren en los cargadores llenos hasta el momento de utilizarlos.
Estas modificaciones dieron como resultado una reducción del peso y un aumento de la fiabilidad; también mejoraron el mantenimiento al facilitar el desmontado (para retirar el cerrojo y sus muelles recuperadores, el usuario solamente necesitaba desenroscar el cañón; en el M3 original, primero había que quitar el guardamonte y el conjunto de la palanca de carga plegable del cajón de mecanismos). Varios subfusiles M3 fueron modificados al estándar del M3A1: durante la conversión, los armeros frecuentemente retiraban la palanca de carga plegable del M3 y solo dejaban las demás piezas dentro del arma. En general, el M3A1 fue visto por la mayoría de soldados y técnicos armeros como una mejora respecto al M3. A pesar de esto, las quejas sobre disparos accidentales siguieron siendo frecuentes incluso durante la guerra de Corea. Estos percances eran a veces causados por la caída del arma sobre una superficie dura, con la fuerza suficiente como para abrir la cubierta de la portilla de eyección y hacer que el cerrojo fuese lanzado hacia adelante, introduciendo al mismo tiempo un cartucho del cargador en la recámara.
En 1945, la fábrica Guide Lamp había producido unos 15 000 subfusiles M3A1. Durante la guerra de Corea, se produjeron otros 33 000 en la fábrica de la Ithaca Gun Co.
Los M3 y M3A1 fueron retirados del Ejército estadounidense en 1957; pero continuaron siendo empleados hasta mediados de la década de 1990 por las tripulaciones de vehículos blindados y choferes de camión. Durante la guerra del Golfo de 1991, los choferes del 19° Batallón de Ingenieros adjunto a la 1° División Blindada, iban equipados con el M3A1.
En 1955 se empezó a producir en la Fábrica Militar de Armamento Portátil de Rosario, Argentina, el subfusil PAM1 (un M3 recalibrado para cartuchos 9 x 19 Parabellum) y posteriormente el PAM2 (PAM1 con seguro a presión en el pistolete).

## Usuarios
- Argentina: Fabricada bajo licencia por Fabricaciones Militares (como el PAM-1 en 9 mm Parabellum).
- Bolivia[7]
- Chile: Fuerza Aérea de Chile
- Camboya: Durante la guerra civil de Camboya, el Ejército y la Policía Militar de la República Jemer recibieron subfusiles M3A1 de parte del gobierno estadounidense.
- Corea del Norte[8]
- Corea del Sur:[7] Fue reemplazado por la carabina K1A.
- China: Produjo copias bajo el nombre Tipo 36,[9] las cuales fueron empleadas por soldados chinos durante la guerra de Corea.[10]
- Ecuador[7]
- Estados Unidos[11][7]
- Filipinas: A causa de recortes presupuestarios,[12] los Marines filipinos fueron equipados con subfusiles M3 provenientes de los depósitos de reserva de la Marina filipina. Las modificaciones hechas a estos incluyen un silenciador integrado y un riel Picatinny.[13] El arma fue probada junto a un prototipo en mayo de 2004.[12]
- Guatemala[7]
- Grecia: Empleado por las Fuerzas Armadas griegas durante la Segunda Guerra Mundial y en el periodo de posguerra.[14]
- Japón: Equipó al Ejército japonés por un corto tiempo, antes de la adopción del subfusil Minebea PM-9.[15][16][17]
- Macedonia del Norte: 707 subfusiles M3 sobrantes fueron transferidos a Macedonia en 1999.[7]
- Marruecos: 1472 subfusiles M3A1 sobrantes fueron transferidos a Marruecos en la década de 1990.[18]
- República Dominicana
- Vietnam del Sur